# 窃听器
竊聽器是指用來竊聽私人說話的機器，通常由麥克風與发送器（既可能是有线传输也可能是无线传输）所構成，能夠即時將聲音傳送給操作者；但也有僅有錄音功能的竊聽器，操作者必須到現場取回所紀錄的談話。竊聽器多由特務、警察等人員用以獲取重要情報，以協助破案。而政府也可能有有關竊聽器的醜聞，像美國的水門事件，尼克遜的手下潛入水門綜合大廈利用竊聽器取得情報，事件曝光後尼克遜被迫下台。

## 著名關於竊聽器事件
- 水門事件
- 金唇 (窃听器)：苏联送给美国驻莫斯科大使馆的一个无源窃听器，直到7年后才被发现。
- 中共中央窃听器事件（也称“秘密录音事件”，因秘密档案中涉及毛泽东的部分被严禁解密而导致该事件至今仍是一团迷雾）
- 江澤民專機事件
- 民視楊憲宏調職爭議